# Талагран, Мишель
Мишель Талагран (фр. Michel Talagrand; род. 15 февраля 1952, Безье) — французский математик, специалист по функциональному анализу и теории вероятностей.
Член Французской академии наук (2004, корреспондент с 1997), преподаватель Сорбонны, эмерит-Directeur de recherche au CNRS.
Лауреат премии Шао (2019).
В 1974 году получил агреже (фр. agrégé) по математике.
В 1977 получил докторскую степень в Университете Пьера и Марии Кюри (научный руководитель — Густав Шоке).
C 1985 года Directeur de recherche au CNRS в Institut de mathématiques de Jussieu – Paris Rive Gauche.

### Награды и отличия
- Бронзовая медаль Национального центра научных исследований (1978)
- Prix Servant[нем.] (1986)
- Invited speaker at the International Congress of Mathematicians[англ.] (1990, 1998)
- Премия Лоэва[англ.] (1995)
- Премия Ферма (1997)
- Премия Шао (2019)[7][8]
- Абелевская премия (2024)[9]